# 蘇逴殷
蘇逴殷（英語：Sebastian So Cheuk Yan，1991年5月7日—），香港男演員，曾為無綫電視基本藝人合約藝員。

## 簡歷
蘇逴殷家境不俗，為家中獨子，父親是香港華仁書院舊生、前校長（2013 - 2019）兼助理校監蘇英麟，母親則是啟思小學創校教師兼校長蘇陳素明。他曾在啟思小學及香港華仁書院唸書，2011至2014年往英國留學，修讀英國現場及紀錄藝術學院（Academy of Live and Recorded Arts）內的戲劇藝術課程。同年，他畢業不久便跟經理人公司「Spotlight」簽約，後來通過英國廣播公司劇組四輪試鏡，獲選中擔任三集迷你劇《獨生子女》（One Child）的男主角「李軍」；2015年亦都演過另一套迷你劇《茶杯旅行記》（Teacup Travels），同時為了爭取更多演出機會而遷居倫敦曼徹斯特。
2017年，蘇逴殷回流報讀第29期無綫電視藝員訓練班，同年9月初正式成為旗下基本藝人合約藝員。2020年，他分別演出《機場特警》及《十八年後的終極告白》而漸為觀眾所認識，卻於同年5月離開無綫電視。

## 演出作品

### 劇集
| 首播     | 劇名                         | 角色                                     |
| BBC      |                              |                                          |
| 2015年   | 茶杯旅行記（Teacup Travels） | Tian（第13集）                           |
| 2015年   | 茶杯旅行記（Teacup Travels） | 朱先生（第14集）                         |
| 2015年   | 茶杯旅行記（Teacup Travels） | Yan Zhenqing（第15集）                   |
| 2015年   | 茶杯旅行記（Teacup Travels） | Qiang（第16集）                          |
| 2015年   | 茶杯旅行記（Teacup Travels） | Shan（第17集）                           |
| 2015年   | 茶杯旅行記（Teacup Travels） | Prince Xing（第18集）                    |
| 2016年   | 獨生子女（One Child）        | 李 軍                                    |
| 無綫電視 |                              |                                          |
| 2018年   | 愛·回家之開心速遞            | 侍 應（第249集）                         |
| 2018年   | 愛·回家之開心速遞            | Sam（第264集）                           |
| 2018年   | 愛·回家之開心速遞            | 經 理（第313集）                         |
| 2018年   | 愛·回家之開心速遞            | 王松柏（第362集）                        |
| 2018年   | 愛·回家之開心速遞            | 客 人（第666集）                         |
| 2018年   | 愛·回家之開心速遞            | 少年龍敢威（第705集）                    |
| 2018年   | 再創世紀                     | 婚宴賓客（第11集）                       |
| 2018年   | 是咁的，法官閣下             | 侍 應（第2、4、8集）                     |
| 2018年   | 是咁的，法官閣下             | 學 生（第24集）                          |
| 2018年   | 兄弟                         | 應手下丙（第8集）                        |
| 2018年   | 救妻同學會                   | 探 員（第5集）                           |
| 2019年   | 福爾摩師奶                   | 烈手下（第8、25集）                      |
| 2019年   | 鐵探                         | 莫得鵬                                   |
| 2019年   | 白色強人                     | 示威人士（第12集）                       |
| 2019年   | 包青天再起風雲               | 賓 客（第5集）                           |
| 2019年   | 她她她的少女時代             | 一 鳥（第1、6集）                        |
| 2019年   | 街坊財爺                     | 爵士樂隊成員乙（第15集）                 |
| 2019年   | 金宵大廈                     | 情 侶（第6集）                           |
| 2019年   | 堅離地愛堅離地（海外首播）   | 青 年（第10集）                          |
| 2019年   | 堅離地愛堅離地（海外首播）   | 主 持（第12集）                          |
| 2019年   | 堅離地愛堅離地（海外首播）   | 保 安（第13集）                          |
| 2019年   | 多功能老婆                   | 廉政公署人員（第25集）                   |
| 2020年   | 丫鬟大聯盟                   | 扶乩手（第5集）                          |
| 2020年   | 黃金有罪                     | 廉政公署調查員（第9、10、14、27 - 29集） |
| 2020年   | 機場特警                     | 文子謙                                   |
| 2020年   | 十八年後的終極告白           | 黎世達（青年）                           |
| 2020年   | 降魔的2.0                    | 鬼粉絲（第19集）                         |
| 2020年   | 迷網                         | Adam（第7 - 9集）                        |
| 2020年   | 過街英雄                     | 記 者（第17集）                          |
| 2020年   | C9特工                       | 勝手下（第8 - 10集）                     |
| 2020年   | 使徒行者3                    | 探 員（第13集）                          |
| 2020年   | 木棘証人                     | Ｗ手下（第8、12集）                      |
| 2020年   | 踩過界II                     | 記 者（第2、4、16集）                    |
| 2020年   | 香港愛情故事                 | 年青阿細（第6集）                        |
| 2021年   | 伙記辦大事                   | 方偉碩                                   |
| 2021年   | 逆天奇案                     | 軍裝警員 ／ 機動部隊隊員                 |
| 2021年   | 一笑渡凡間                   | 郝 柱                                    |
| 2022年   | 鐵拳英雄                     | 金家手下                                 |
| 2022年   | 食腦喪Ｂ                     | 手 下（第19、20集）                      |
| 邵氏兄弟 |                              |                                          |
| 2018年   | 飛虎之潛行極戰               | 紅狼手下（第25、28 - 30集）              |
| 2020年   | 飛虎之雷霆極戰               | 飛虎隊                                   |
| 2020年   | 非凡三俠                     | 高級餐廳食客                             |

### 綜藝節目
| 首播     | 節目名           | 備註               |
| 無綫電視 |                  |                    |
| 2015年   | 文化新領域       | 10月10日演出嘉賓   |
| 2017年   | 我愛EYT          | 第2、3、4、6集嘉賓 |
| 2017年   | 萬千星輝賀台慶   | 演出嘉賓           |
| 2018年   | 新春辦年貨       | 演出主題曲音樂錄像 |
| 2018年   | 古巨基初心再體驗 | 演出               |
| 2018年   | 降魔的 捉妖遊戲  | 演出第1集          |
| 2019年   | 玩轉獅門娛樂天地 | 演出               |
| 2020年   | 今日VIP          | 1月3日嘉賓         |

### 電影
| 首映   | 電影名                     | 角色     |
| 2014年 | 小小世界（Small World）    | IT 學生  |
| 2018年 | 愛留心底（無綫電視微電影） | 兒 子    |
| 2020年 | 死因無可疑                 | 警務人員 |

### 廣告
- 2015年：Mercedes-Benz AMG（中國）

## 外部連結
- 蘇逴殷的Instagram帳戶